# Onychium japonicum
Dendrobium moniliforme là một loài thực vật có mạch trong họ Adiantaceae. Loài này được (Thunb.) Kunze miêu tả khoa học đầu tiên năm 1848.

## Hình ảnh

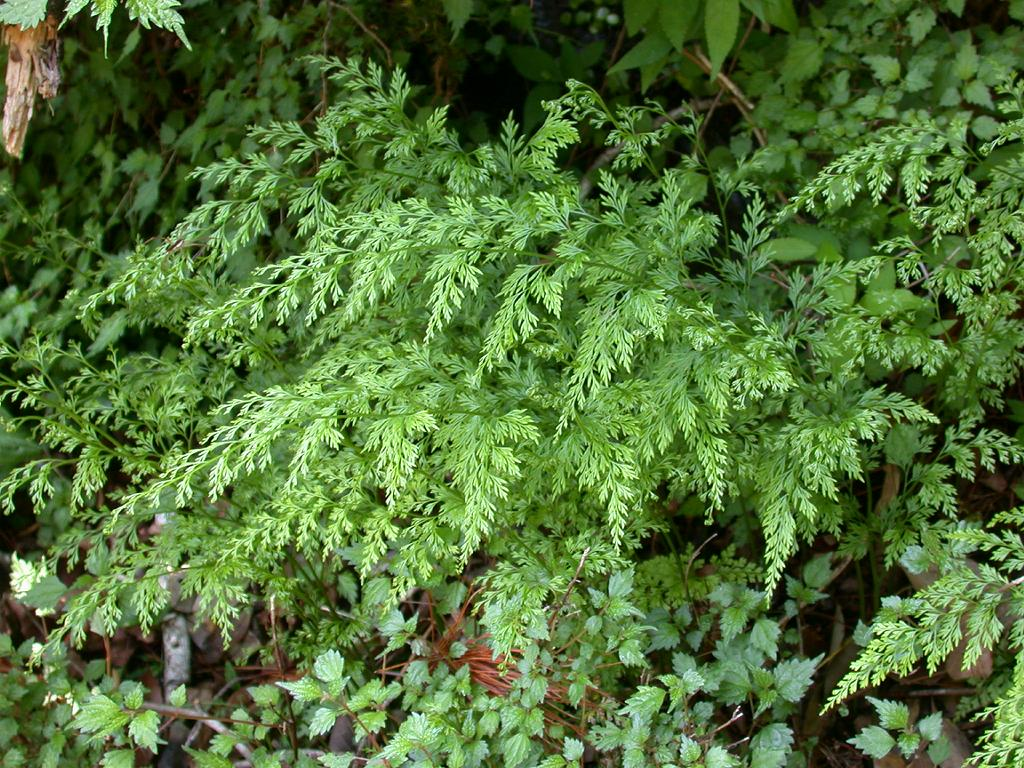